# 202 Chryseïs
Criseide o 202 Chryseïs è un asteroide della fascia principale del diametro medio di circa 86,15 km. Scoperto nel 1879, presenta un'orbita caratterizzata da un semiasse maggiore pari a 3,0775029 UA e da un'eccentricità di 0,0970407, inclinata di 8,83382° rispetto all'eclittica.
Il suo nome è dedicato a Criseide, figlia di Crise, schiava di Agamennone nell'Iliade.